# Young Democratic Socialists of America
Die Young Democratic Socialists of America (YDSA) ist die Jugendorganisation der Democratic Socialists of America. Die Organisation war bis 2017 als Young Democratic Socialists (YDS) bekannt.

## Geschichte
Früher als Democratic Socialists of America Youth Section bekannt, spielte die Organisation in den 1980er Jahren eine bedeutende Rolle in den Bewegungen gegen die Apartheid in Südafrika und die Intervention der Vereinigten Staaten in Zentralamerika. Sie trug dazu bei, viele studentische Aktivisten in gewerkschaftliche Kämpfe einzuführen, und viele ehemalige Mitglieder der Organisation wurden später Gewerkschaftsorganisatoren und Gewerkschaftsmitarbeiter. In den späten 1990er Jahren engagierten sich YDSA-Sektionen, vor allem die am Ithaca College und an der Arizona State University, stark in der nationalen Bewegung gegen den Gefängnis-Industriekomplex. Die Chapter versuchten, die Colleges zu zwingen, ihre Verträge mit dem Essensdienstleister Sodexho Marriott zu kündigen, weil dessen Muttergesellschaft Sodexho Alliance Aktien der Corrections Corporation of America besaß, einem gewinnorientierten Gefängnisunternehmen.
In jüngerer Zeit war die YDSA mit einem Kontingent in der NYSPC-Sektion des Marsches United for Peace and Justice gegen den Irakkrieg in Washington, D.C. am 27. Januar 2007 vertreten. Im September 2009 nahmen YDSA-Mitglieder an einem Marsch gegen den G20-Gipfel in Pittsburgh teil. Im Oktober 2010 schlossen sich Dutzende YDSA-Mitglieder dem von der Gewerkschaft gesponserten Marsch One Nation Working Together in Washington, D.C. an.